# 2009년 인플루엔자 범유행
2009년 인플루엔자 범유행(스페인어: Pandemia de gripe A (H1N1) de 2009)은 인플루엔자바이러스 A형 H1N1 아종의 변종에 의해 발생했다. 최초 발병은 2009년 3월 말 미국 캘리포니아주 샌디에고에서 발열, 기침 및 구토로 내원한 10세 소아의 비인두 흡입 검체에서 처음으로 검출되었다. 멕시코에서도 비슷한 시기에 발생하였다. 이후 빠른 속도로 유럽과 아시아로 확산되었다.
전 세계적으로 80,000명 이상의 의심 환자가 있는데, 이 환자들이 어떠한 독감 바이러스에 감염됐는지 각각 조사하는 것은 불가능하기 때문에, 세계보건기구(WHO)는 이러한 환자들을 모두 신종 인플루엔자 의심 환자로 지정했다.
새 변종은 조류독감처럼 인플루엔자 바이러스 A(H1N1 아형)의 일부와 돼지 인플루엔자의 두 변종의 일부에서 파생되었다. 4월 세계보건기구와 미국 질병통제예방센터(CDC)는 새로운 변종에 대해 심각한 우려를 표했는데, 이는 외관상으로 인간 대 인간으로 쉽게 전파되며, 독감 대유행의 가능성이 있기 때문이었다.
2009년 4월 25일에 세계 보건 기구는 "임상적 특징, 역학적, 보고된 사례와 믿을 수 있는 결과에 대한 바이러스학"에 관한 지식 부족으로 인해 국제적 건강 위기를 선포했다. 세계의 보건국들은 사태에 대한 주의를 표하고 사태를 면밀히 주시하고 있다.
2009년 4월 26일부터 2009년 5월 6일까지 멕시코시티의 학교들은 휴교했고 미국의 여러 다른 학교와 학군들은 학생에서의 인플루엔자 감염 사례로 인해 휴교를 하기도 했다. 그로 인하여 많은 미국 학교들은 몇 주 동안 독감의 전파를 막기 위해 몇 주 정도 휴교하기로 결정했다.

## 명칭

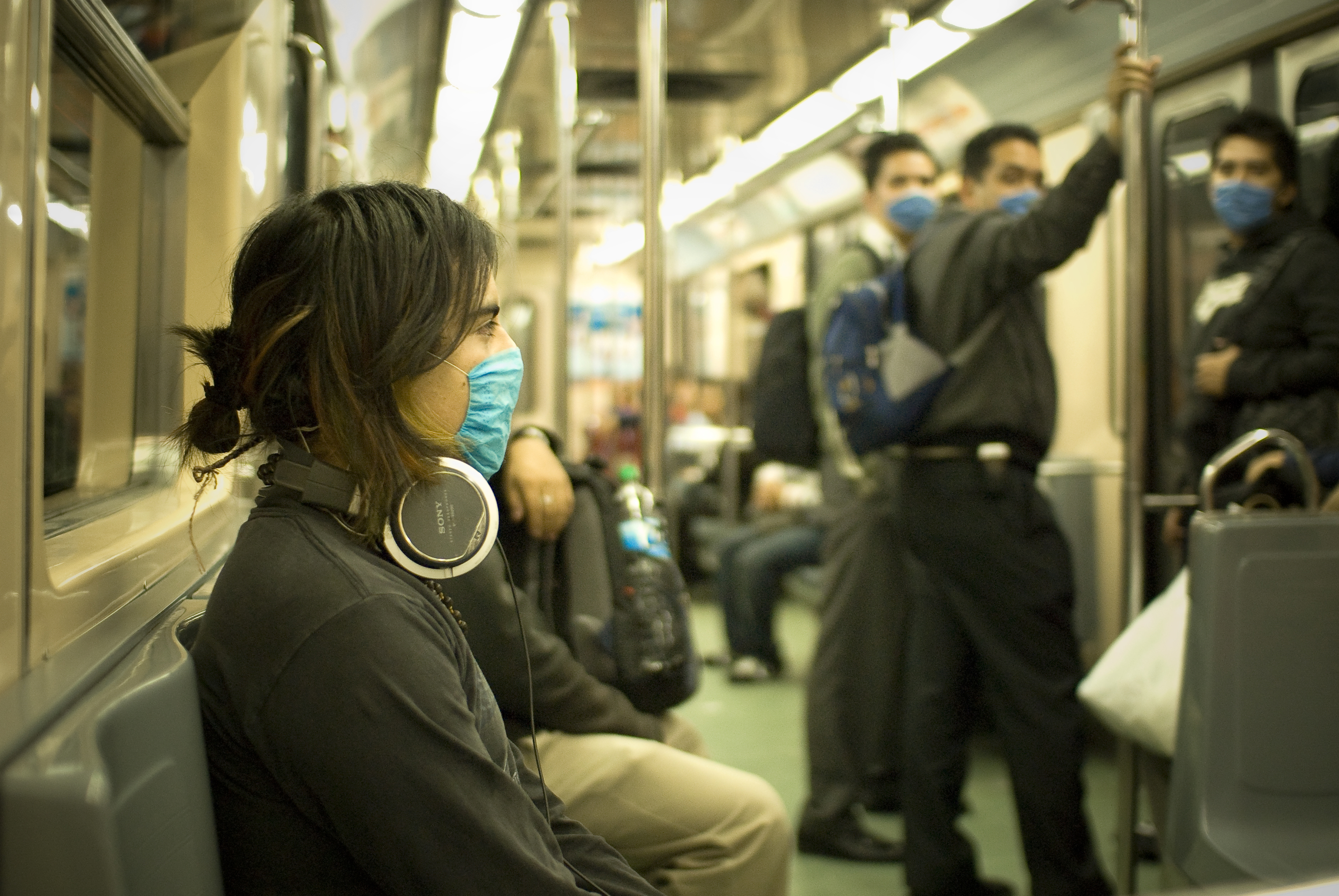
2009년 4월 멕시코시티 지하철 전동차 내부, 감염 예방을 위해 마스크를 착용한 사람들

감염 환자 확인 및 사망자 발생
감염 환자 확인
감염 의심 혹은 추정 환자 발생

일본

본래 2009년 4월 사태가 본격화되기 시작할 무렵, 이 병을 부르는 명칭은 조류 독감과 대비되는 돼지 독감, 돼지 인플루엔자 또는 SI가 널리 통용되었다. 하지만 돼지가 역학 관계상 어떠한 역할을 하는지 명확히 밝혀지지 않은 상태에서 이러한 명칭을 사용하는 것은 크게 문제가 있다는 시각이 전 세계적으로 있었다.
이에 세계보건기구는 돼지와의 연관관계를 알 수 없다고 보고, 이 병의 명칭을 H1N1 인플루엔자 A라고 결정하였다. 하지만 학계는 돼지와 관련성이 명백히 존재한다며 이러한 주장에 반대하고 있다. 한편, 대한민국에서는 세계보건기구의 결정 이후, 정식 명칭 이외에도 편의상 신종 인플루엔자 혹은 신종 플루라고 부르기로 하였으며, 뉴스와 언론 등에서도 이 명칭을 따랐다.

## 전개
세계 각 국의 이 질병 감염자 및 사망자는 표를 통해 확인 할 수 있다. 현재 세계적으로는 감염환자가 260,000명이 넘어섰으며, 감염에 의해 사망한 사람은 20여개국에서 나타났다. 감염환자가 나타난 나라는 129여개국이다.
한편 홍콩에서는 신종 플루 치료에 쓰이는 항바이러스제인 타미플루에 내성을 보이는 환자가 처음 확인됐다. 홍콩 위생서는 지난 6월 11일 미국 샌프란시스코에서 귀국한 16세 소녀에게서 타미플루 내성 바이러스가 검출됐다고 7월 4일 발표했다.

### 대한민국
대한민국에서는 2010년 8월말까지 최소 약 76만 여명이 감염되었으며, 여러명은 중증으로 격리 입원 치료를 받았고, 적어도 270여명이 직접사인으로 사망하였다.

## 변종
브라질에서 신종플루의 변종 바이러스가 처음으로 출현했다. 2009년 6월 17일 브라질 상파울루 주정부 산하 아돌포 루츠 세균연구소는 한 환자의 몸에서 신종플루 바이러스의 변종을 추출하고 '인플루엔자 A/상파울루/H1N1'로 명명했다.

### 타미플루 내성 인플루엔자 A 바이러스 서브타입 H1N1
2009년 9월 11일(한국시간), 미국 노스캐롤라이나주에서 10대 소녀 2명에게서 오셀타미비르(타미플루)에 내성을 가진 인플루엔자 A 바이러스 서브타입 H1N1에 감염되었다고 미국 질병통제예방센터(CDC)가 밝혔다.
질병통제예방센터에 따르면 소녀 2명은 지난 7월 미국 노스캐롤라이나 서부의 한 여름캠프에서 같은 숙소를 썼었다. 캠프 이후에 참가자 600명은 모두 타미플루를 복용했으나 검사 결과 소녀 2명은 A형 인플루엔자바이러스 변종 바이러스에 감염된 것으로 나타났다. 다행히 두 소녀는 심각한 증상을 보이지 않고 회복한 것으로 전해졌다. 이 사건 이전에 중국, 일본, 캐나다, 이스라엘 등에서도 타미플루 내성 A형 인플루엔자바이러스가 나온 바는 있었으나, 이번 바이러스는 사람 간 감염이 의심되는 경우여서 보건당국에 긴장감을 주고 있다.
미국 질병통제예방센터에 따르면 해당 바이러스는 '1223V'로 기존의 신종플루에서는 발견되지 않던 종이다. 이와 함께 이스라엘 바이러스 감염 중앙 연구소도 신종플루 완치 환자의 표본을 검사한 결과, 신종플루 바이러스에 타미플루 내성 요소가 있는 것으로 확인됐다고 밝혔다.

## H1N1 의심증상

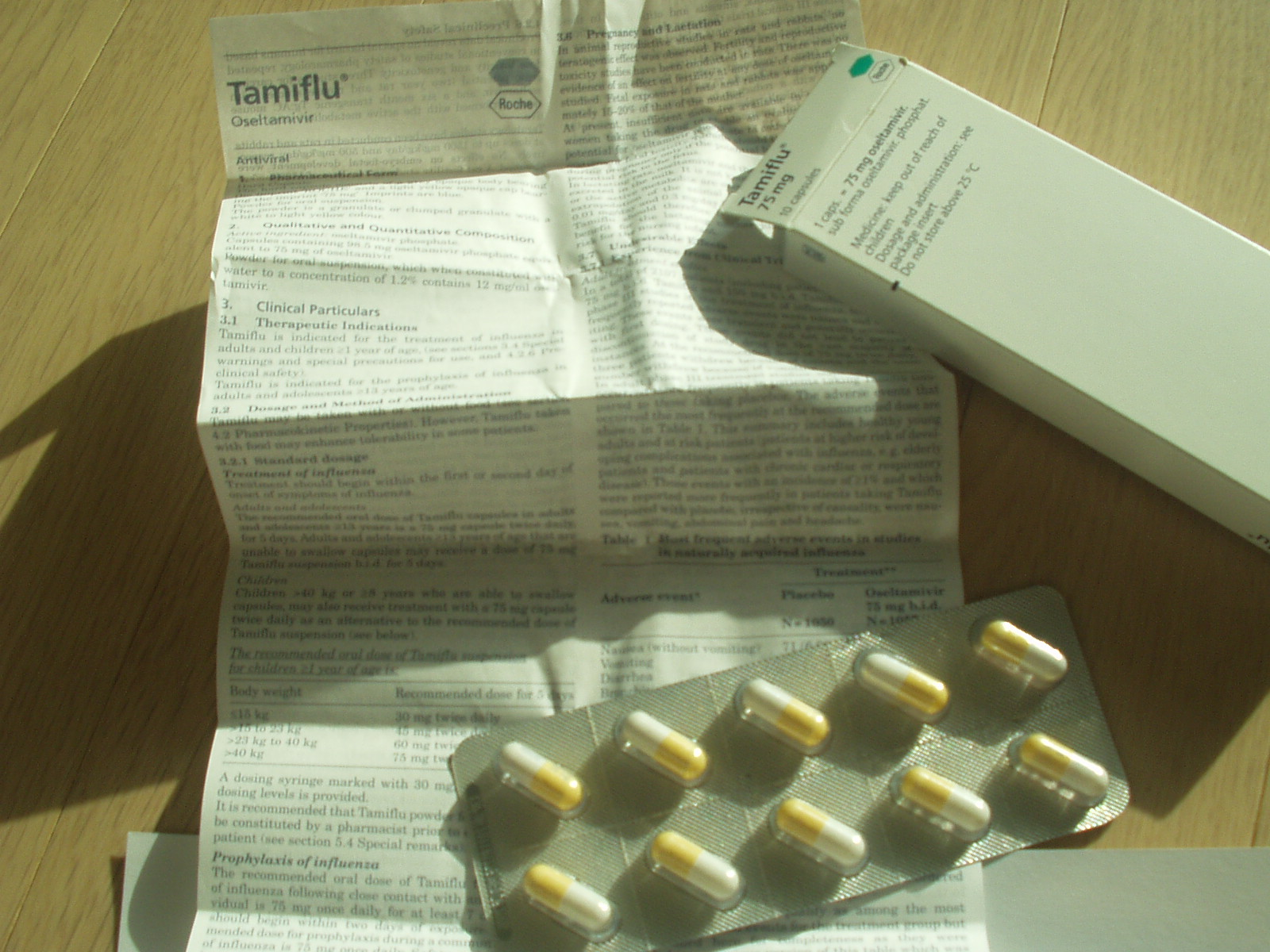
타미플루의 복용 설명서, 의약품

1. 대표적인 증상은 급성 열성 호흡기 증상 즉 몸에 발열이 나는 증상이다.
2. 대한민국에서는 체온이 37.8도를 넘는 것과 다른 증상을 기준으로 의료보험을 적용한다.
3. 그러나, 신종플루 환자의 10-20%는 발열증상이 없거나 약한 발열증세를 나타낸다.
4. 대표적인 증상은 급성호흡기 증상(기침·목아픔·콧물·코막힘 중 하나)이다.
5. 오심, 무력감, 식욕부진, 설사, 구토 증상이 나타나기도 한다.
6. 신종인플루엔자의 경우는 발생지역(멕시코)과 발생원(돼지)을 고려해볼 때 습열독이 원인이라고 볼 수 있다. 따라서 계절 독감에서 나타나는 감기 증상보다는 속이 울렁거린다, 입맛이 없다, 설사 또는 구토를 한다 등 습열독이 위장관 계통을 자극해 원인이 되는 소화기 계통의 문제도 동반해 나타날 가능성이 매우 높다.[8]

## 백신과 치료제

### 백신
- 팬덤릭스: 영국계 다국적 제약회사 글락소스미스클라인(GSK)의 제품이다. 항원보강제가 포함되어 있다. 항원보강제 또는 면역증강제(Adjuvant)는 항원이 일으키는 면역반응을 증강시키는 물질로서 백신에 함유되면 한명 분량으로 2~4명에게 투여하는 것이 가능해진다. EU집행위원회는 2009년 9월 29일 팬덤릭스의 시판을 허용했다.
- 셀바팬: 미국 제약회사 백스터 인터내셔널의 제품이다. 독일 정부가 국민용으로는 항원보강제가 포함된 팬덤릭스를, 정치인과 정부 관리, 군인용으로는 항원보강제 성분이 없는 백스터 인터내셔널의 셀바팬을 준비했다는 사실이 알려지면서 독일 국민이 백신 접종을 꺼리고 있다고 한다.[9] EU집행위원회는 2009년 10월 8일 셀바팬의 시판을 허용했다. EU에서 시판허용된 세 번째 백신이 되었다.
- 포세트리아: 스위스 제약회사인 노바티스의 제품이다. EU집행위원회는 2009년 9월 29일 포세트리아의 시판을 허용했다.
- 셀투라: 스위스 제약회사인 노바티스의 두 번째 신종플루 백신이다. 항원보강제(adjuvants)가 포함되어 있다.
- 그린플루-에스: 2009년 10월 21일, 식품의약품안전청은 녹십자가 대한민국내 최초로 자체 개발, 생산한 신종플루 예방백신 `그린플루-에스`를 최종 허가했다. 이로써 대한민국은 미국, 유럽, 호주, 일본 등에 이어 세계 8번째 신종플루 백신의 자체 개발 생산국이 되었다.[10]
- 판플루.1: 중국 제약회사 시노백의 제품이다.중국 국가식품약품관리국은 2009년 9월 3일 판플루.1의 생산을 허용했다. 세계 최초로 시판허용된 백신이 되었다.

### 치료제
- 타미플루(Tamiflu): 스위스 제약회사 로슈(Roche)의 제품이다.
- 리렌자(Relenza): 영국계 다국적 제약회사 글락소스미스클라인(GSK)의 제품이다.
- 페라미비어(Peramivir): 미국 제약회사 바이오크리스트(BioCryst)의 제품이다. 캡슐이 아닌 정맥 주사 형태이다.
- 라니나미비어(Laninamivir): 일본 제약회사 다이이찌산쿄(Daiichi Sankyo)와 호주 제약회사 바이오타(Biota)의 제품이다.

## 같이 보기
- 각국의 2009년 인플루엔자 범유행
- 2015년 대한민국 중동호흡기증후군 유행
- 코로나19 범유행
- A형 인플루엔자바이러스
- 중증 급성 호흡기 증후군(SARS-CoV)
- 중동호흡기증후군(MERS-CoV)
- 중증급성호흡기증후군 코로나바이러스 2(SARS-CoV-2)
- 오셀타미비르(상품명: 타미플루), 자나미비르(상품명: 릴렌자)
- 질병관리청
- 범유행병
- 핸드 새니타이저
- 도널드 럼즈펠드 - 길리어드 사이언시스 - 타미플루
- 인플루엔자 범유행
- 신속항원검출검사(RADT)
- 세계화와 질병
- 백스터